# Anomoia connexa
Anomoia connexa är en tvåvingeart som först beskrevs av Tokuichi Shiraki 1933.  Anomoia connexa ingår i släktet Anomoia och familjen borrflugor.
Artens utbredningsområde är Taiwan. Inga underarter finns listade i Catalogue of Life.